# Ustrój polityczny Stanów Zjednoczonych

Wielka Pieczęć Stanów Zjednoczonych – awers

Wielka Pieczęć Stanów Zjednoczonych – rewers

Stany Zjednoczone są państwem federalnym, w którym podmiotami federacji są stany. W kraju tym obowiązuje jako najwyższy akt prawny konstytucja z 1787 roku, będąca najstarszą spisaną konstytucją na świecie. Konstytucję uzupełniają poprawki. Ustanawia ona klasyczny trójpodział władz, w których to jednak najszersze uprawnienia posiada prezydent (chociaż poszczególne instytucje władzy blokują się i ograniczają nawzajem, co ma zapobiec próbom zagarnięcia całej władzy przez jeden organ). Prezydent wybierany jest w wyborach powszechnych (wyborca wybiera skład Kolegium Elektorów – w większości stanów „zwycięzca bierze wszystko”, tzn. wszyscy elektorzy są za kandydatami zgłoszonymi przez zwycięzcę w danym stanie; elektorzy nie są związani z kandydatem, który ich wyznaczył – zdarzały się przypadki głosowania na innego kandydata). Prezydent tworzy rząd (nazywany administracją, gabinetem) i sprawuje ogólne kierownictwo nad polityką państwową. Dlatego też ustrój USA określa się jako prezydencjalizm. Parlament amerykański (Kongres) składa się z dwóch izb: niższej Izby Reprezentantów i wyższej Senatu, w których zasiadają w przytłaczającej większości członkowie tylko dwóch partii politycznych – Partii Demokratycznej i Partii Republikańskiej. Wybierani są oni w wyborach powszechnych, jako przedstawiciele (odpowiednio) jednomandatowych okręgów wyborczych (z ordynacją większościową) i stanów. Badaniem zgodności działania administracji rządowej z zasadami konstytucji zajmuje się Sąd Najwyższy.

## Konstytucja Stanów Zjednoczonych
Konstytucja Stanów Zjednoczonych Ameryki pochodzi z 17 września 1787 roku, kiedy to została uchwalona przez Konwencję Konstytucyjną w Filadelfii. Później została ratyfikowana przez specjalne konwencje we wszystkich stanach. Weszła w życie 4 marca 1789. Konstytucja stworzyła federację stanów i rząd federalny – zastępując konfederację stanów powstałą na mocy tzw. Articles of Confederation (uchwalonych w 1777, weszły w życie w 1781 roku).
Konstytucja USA składa się z:

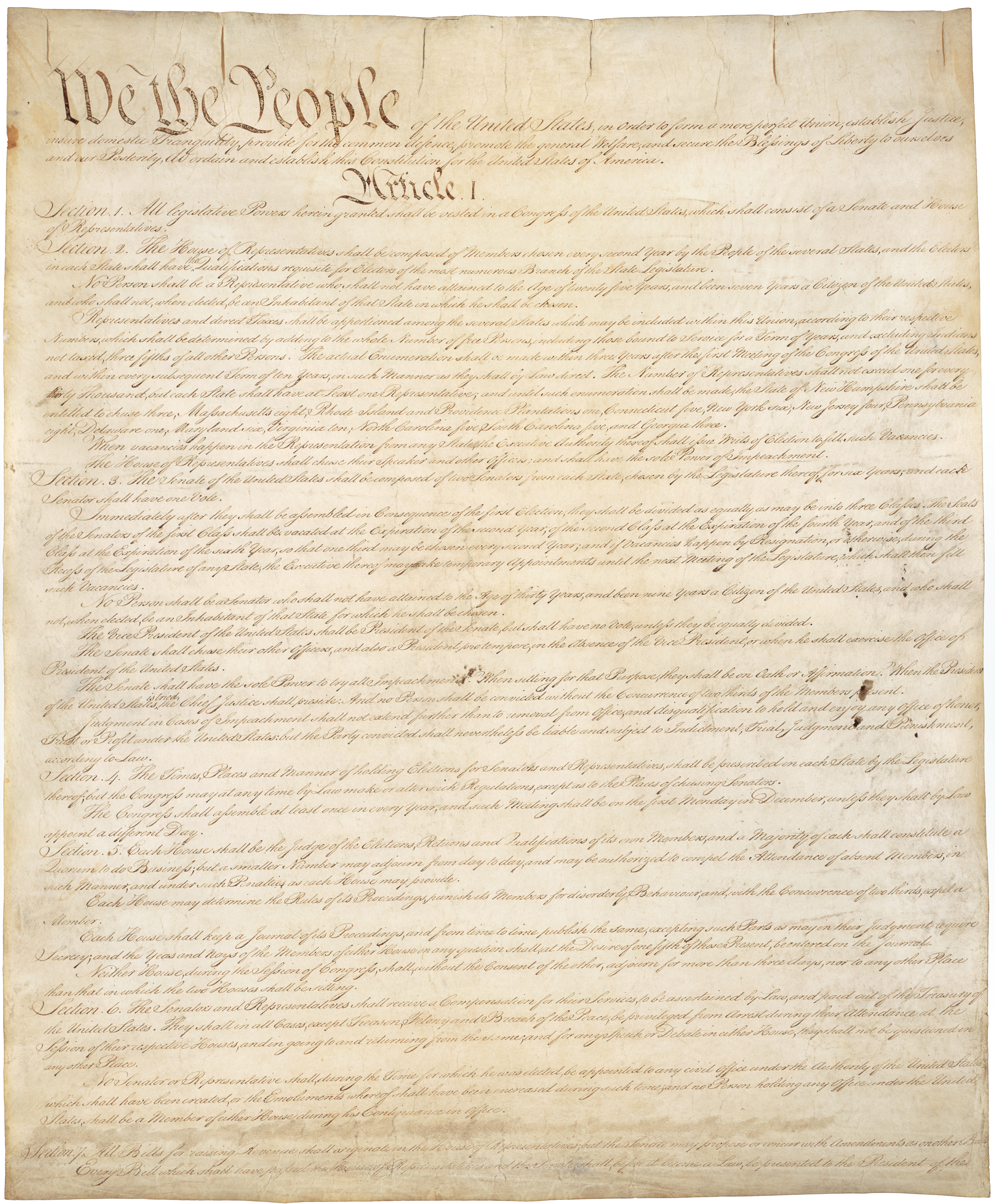
Pierwsza strona konstytucji USA

- Wstępu – określa zasady państwa opartego na idei suwerenności ludu (wstęp rozpoczyna się od angielskiego We, the People, co w różnych opracowaniach na język polski czasem tłumaczy się jako my, Naród lub my, Społeczeństwo – kwestia niezwykle istotna, dotycząca suwerena, od którego pochodzi wszelka władza w państwie).
- Siedmiu artykułów:
  - art. I – mówiący o władzy ustawodawczej Kongresu,
  - art. II – władza wykonawcza prezydenta,
  - art. III – określający pozycję sądów federalnych,
  - art. IV – ustalający model relacji pomiędzy władzą federalną a stanami,
  - art. V – określa sposoby zmiany konstytucji,
  - art. VI – przedstawia system pisanych źródeł prawa, zaliczając do najwyższego prawa konstytucję i zgodne z nią ustawy oraz wszystkie traktaty zawierane z innymi państwami,
  - art. VII – zawiera uregulowania dotyczące wejścia w życie konstytucji (po ratyfikacji przez co najmniej 9 stanów).
- 27 poprawek – za najważniejsze uważa się pierwsze dziesięć poprawek, tzw. Deklarację Praw (The Bill of Rights), w których zawarto podstawowe prawa obywateli USA (I – wolności polityczne, słowa, prasy, religii; II – prawo do noszenia broni, III i IV – wolność osobista, korespondencji, nietykalność osobista i mienia; V, VI, VII, VIII – gwarancje proceduralne tych swobód, IX i X – zasada otwartego katalogu praw obywatelskich).

Konstytucja wprowadza podział władz, określając trzy odrębne funkcje aparatu państwowego: ustawodawczą, wykonawczą i sądowniczą. Ponadto ustanawia niepołączalność funkcji i stanowisk, także system hamulców i równoważenia się poszczególnych organów państwa (checks and balances), uniemożliwiający dominację któregoś z nich:
- prezydent wchodzi na teren działalności Kongresu, stosując weto, a na teren sądownictwa, nominując sędziów,
- Kongres może owo weto obalić, uchwala fundusze na wykonywanie prawa oraz może złożyć prezydenta z urzędu w przypadku złamania przez niego prawa (czym wkracza w uprawnienia prezydenta),
- Sąd Najwyższy natomiast może pozbawić mocy obowiązującej ustawy Kongresu.

### Zmiana konstytucji
Konstytucjonalista Paweł Sarnecki zauważa, że: 
Konstytucja amerykańska jest jedną z najbardziej „sztywnych” konstytucji na świecie. Spośród dwóch dopuszczonych przez art. V trybów jej zmiany, praktycznie stosowany jest pierwszy, polegający na uchwaleniu poprawki w jednakowym brzmieniu przez obie izby Kongresu (co jednak nazywa się „propozycją” Kongresu), większością 2/3 głosów w każdej izbie, a następnie ratyfikowanie jej przez parlamenty 3/4 ogólnej liczby stanów (tj. obecnie – 38). Drugi typ dokonywania zmian polega na zgłoszeniu przez 2/3 legislatur stanowych żądania zwołania Konwencji Konstytucyjnej (zwołania tego ma dokonać Kongres), która także uchwalałaby „propozycje” poprawek, poddane identycznemu trybowi ratyfikacji przez stany.

## Federalizm
W USA władza państwowa jest podzielona pomiędzy rząd centralny a rządy części składowych federacji – stanów. Z tym, że władza federalna nie nadaje władzom stanowym uprawnień i kompetencji, ale są one określane w konstytucji. W tymże akcie występuje zapis mówiący o domniemaniu kompetencji na rzecz władz stanów – władze federalne mają tylko te, które są im literalnie przyznane przez konstytucję oraz te, które są konieczne dla realizacji ich celów. Mówi o tym X poprawka do konstytucji.
Uprawnienia obu podmiotów władz spotykają się w kilku dziedzinach. Obie władze mogą m.in. nakładać podatki, uchwalać przepisy dotyczące ochrony zdrowia, moralności i porządku publicznego itd. W razie sporów kompetencyjnych orzeka Sąd Najwyższy, który przeważnie opowiada się za wzmocnieniem władzy centralnej.
Wszystkie stany są sobie równe pod względem statusu ustrojowego. Mówi o tym m.in. IV artykuł konstytucji, w którym znajduje się także zapis klauzuli „pełnej wiary i zaufania”, na mocy której każdy stan uznaje akty urzędowe, orzeczenia sądowe i dokumenty innego stanu. Ponadto obywatele każdego ze stanów mają zagwarantowane prawo korzystania z wszystkich praw i przywilejów mieszkańców stanu, na terenie którego przebywają. Konstytucja ustanawia także międzystanową regułę ekstradycji.
Rozwój federalizmu w USA można podzielić z grubsza na trzy okresy:
- do połowy XIX w. obowiązywała formuła tzw. formalizmu dualistycznego – traktowano jako oddzielne, różne i niezależne uprawnienia rządu federalnego i stanów (w wielu przypadkach nawet wykluczające się nawzajem),
- w XX w. pojawia się tzw. federalizm kooperatywny – stany i rząd centralny nawzajem dopełniają się, realizując wspólne cele. Spowodowane to było problemami gospodarczymi czasów Wielkiego Kryzysu, stąd też najważniejszym problemem była m.in. redystrybucja środków finansowych pochodzących z budżetu federacji na podstawie tzw. subsydiów,
- reforma Reagana, kontynuowana także przez Busha – likwidacja 25% subsydiów federalnych, ograniczanie liczby programów pomocy dla stanów itd.

## Prezydent

Pieczęć prezydenta Stanów Zjednoczonych

Ustrój polityczny w USA określa się jako system prezydencki, ponieważ w porównaniu z europejskim modelem parlamentarno-gabinetowym, rola prezydenta jest nieporównanie większa. Według konstytucji, prezydent jest równorzędnym z Kongresem przedstawicielem narodu. Dodatkowo nie jest przed Kongresem odpowiedzialny politycznie, a jego złożenie z urzędu może nastąpić tylko w wypadku złamania prawa (impeachment).
Funkcje prezydenta mają trojakie źródło. Formalnie regulowane są przez przepisy konstytucyjne, które mogą być interpretowane dość elastycznie. Innymi źródłami są ustawodawstwo Kongresu i orzecznictwo Sądu Najwyższego, a także bogata praktyka projektodawcza.
Prezydent jest głową państwa i naczelnym dowódcą sił zbrojnych, a także przywódcą partyjnym. Pomimo formalnego braku prawa inicjatywy ustawodawczej, jest także promotorem ustaw – jako lider partii ma wpływ na to, jakie dana partia składa projekty ustaw. Przede wszystkim jest kierownikiem administracji. Powołuje funkcjonariuszy państwowych (w tym sędziów sądów federalnych), najważniejsi z nich to 15 sekretarzy – kierowników resortów (departamentów), którzy tworzą gabinet. Prezydent powołuje także kierownika polityki zagranicznej państwa – sekretarza stanu. Można więc uznać, że amerykański prezydent posiada uprawnienia zarówno premiera, jak i prezydenta z modelu parlamentarno-gabinetowego.
Prezydent posiada prawo weta trzech rodzajów:
- regularne – odmowa podpisania ustawy, która może być odrzucona większością 2/3 głosów Kongresu (co zdarza się bardzo rzadko),
- tzw. kieszonkowe – w sytuacji gdy projekt ustawy trafia do podpisu w ciągu ostatnich 10 dni sesji Kongresu, prezydent może nie zająć stanowiska wobec tego projektu, co nie pozwala na wejście ustawy w życie,
- nieformalne – prezydent nie wydaje aktów wykonawczych do ustawy.

Prezydent dysponuje także całkiem sporymi uprawnieniami prawodawczymi. Może wydawać rozporządzenia wykonawcze i proklamacje, które muszą mieć za podstawę akty wyższego rzędu – konstytucję i ustawy. Ich zakres musi również, choćby w przybliżeniu, zgadzać się z kompetencjami prezydenckimi.

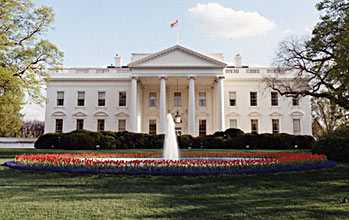
Siedziba prezydenta USA – Biały Dom, Waszyngton

### Wybory prezydenckie
Kandydować ma prawo obywatel USA, mający minimum 35 lat, zamieszkujący w Stanach Zjednoczonych przez co najmniej 14 lat, posiadający pełnię praw publicznych. Ta sama osoba może sprawować urząd maksymalnie przez dwie 4-letnie kadencje.
Zgłaszać kandydatów mogą grupy wyborców, partie polityczne, a także sama osoba zainteresowana kandydowaniem. Nominacje kandydatów przez partie polityczne odbywają się na ich konwencjach krajowych, za pomocą prawyborów. Za poszczególnymi kandydatami opowiadają się delegaci reprezentujący poszczególne stany.
W wyborach powszechnych obywatele posiadający czynne prawo wyborcze decydują o tym, który z kandydatów otrzyma głosy elektorskie przypisane do poszczególnych stanów. Z każdego stanu pochodzi tylu elektorów, ilu ma on przedstawicieli w Kongresie. Wybór elektora zgadza się z preferencjami wyborców, ponieważ ma on obowiązek respektować ich zdanie. Kolegium elektorów liczy 538 członków. Głosowanie powszechne odbywa się w listopadzie roku wyborczego, a głosowanie w kolegium w grudniu. W praktyce wyniki znane są już jednak jesienią, ponieważ wygrywa ten kandydat, który uzyska minimum połowę głosów (270).

### Wiceprezydent

Pieczęć wiceprezydenta USA

Pierwotnie, na początku historii konstytucjonalizmu amerykańskiego, wiceprezydentem zostawała ta osoba, która uzyskała drugą liczbę głosów podczas głosowania w kolegium elektorów. Twórcy konstytucji nie przewidzieli jednak ważnej roli kwestii partyjnych. W przypadku kiedy obaj kandydaci pochodzili z różnych ugrupowań, taki układ przestawał być funkcjonalny (w 1796 roku prezydentem został John Adams będący federalistą, wiceprezydentem Thomas Jefferson z demokratycznych republikanów). XII poprawka do konstytucji z 1804 roku zmieniła sposób wyboru prezydenta, ustanawiając osobne wybory na prezydenta i wiceprezydenta. Od tego czasu parę tę wyznaczają partie na swoich konwencjach. Podczas partyjnych prawyborów, ubiegający się o kandydowanie na prezydenta, wyznacza osobę, którą przewiduje na wiceprezydenta w razie wygranej. Nie może ona pochodzić z tego samego stanu, co kandydat na prezydenta.
Wiceprezydent jest przede wszystkim przewodniczącym Senatu i kieruje jego pracami (de iure). Z racji, że konstytucja nie pozwala wiceprezydentowi spełniać obu funkcji jednocześnie, senat mianuje swojego tymczasowego przewodniczącego (pro tempore).
Jeżeli prezydent umrze w czasie sprawowania urzędu albo jest w stanie trwałej niezdolności do jego sprawowania, zastępuje go wiceprezydent, który pełni to stanowisko do końca kadencji.
Jeżeli wiceprezydent umrze lub jest w stanie trwałej niezdolności do sprawowania urzędu, prezydent wyznacza osobę na to stanowisko. Nowy wiceprezydent musi zostać zaakceptowany przez obie izby, które muszą udzielić mu poparcia większością głosów.

## Kongres

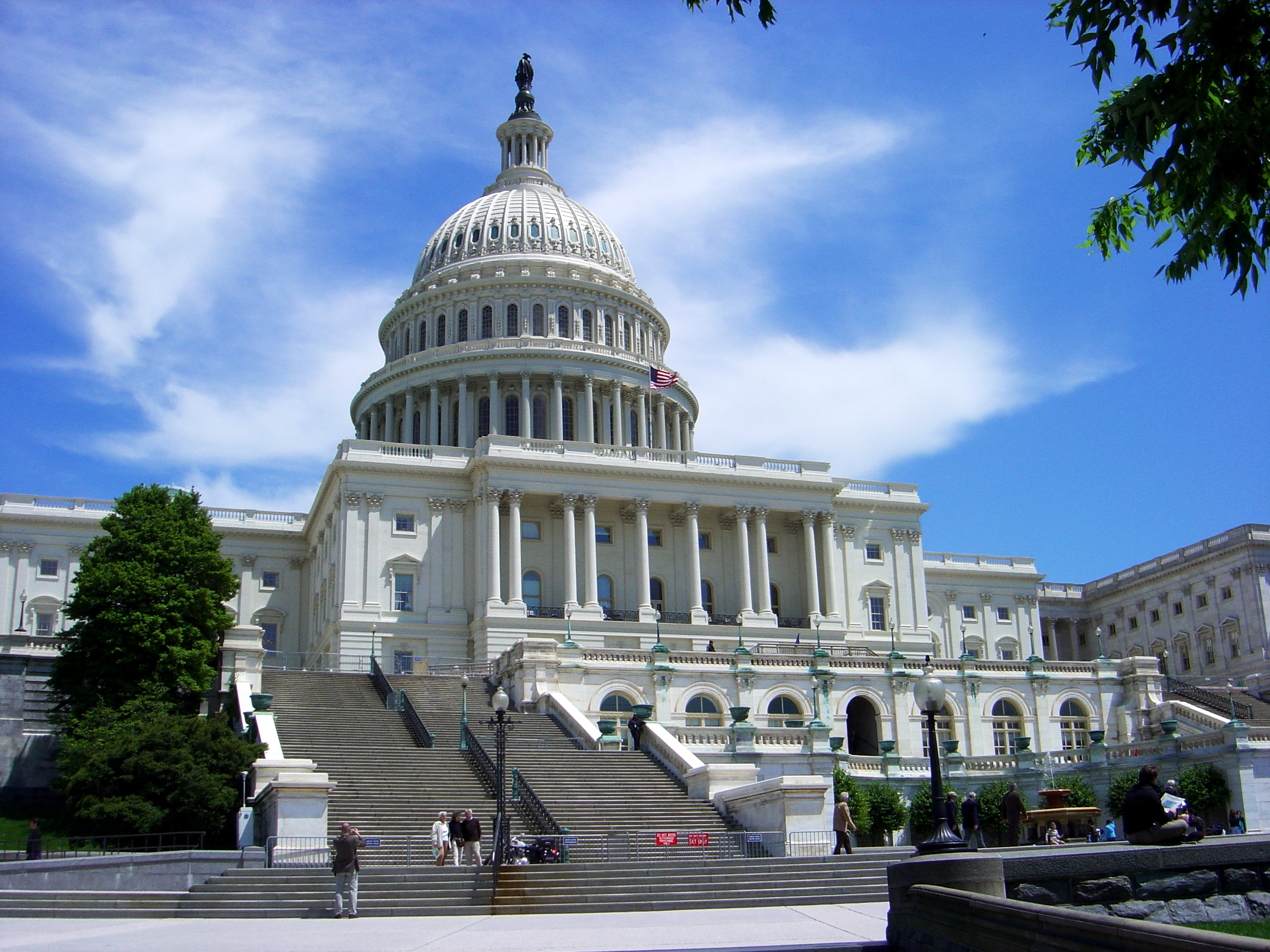
Capitol – siedziba Kongresu w Waszyngtonie

Kongres USA jest bikameralny, tzn. składa się z dwóch izb:
- Izba Reprezentantów – członkowie pochodzący z okręgów wyborczych, na które podzielone są stany,
- Senat – członkowie pochodzący z poszczególnych stanów.

Kompetencje Kongresu można podzielić na kilka rodzajów: ustrojodawcze (znaczna rola w procesie zmiany konstytucji), ustawodawcze (uchwalanie ustaw), kreacyjne (w pewnych sytuacjach wybór prezydenta i wiceprezydenta), sądownicze i śledcze (np. impeachment), kontrolne (komisje, jako część checks and balances).
Droga ustawodawcza w Kongresie rozpoczyna się od inicjatywy ustawodawczej, którą posiadają tylko członkowie Kongresu i komisje, ale pomimo tego i tak uważa się, iż ponad 3/4 wszystkich inicjatyw to dzieło administracji prezydenckiej. Projekty uważane za kontrowersyjne wnoszone są najpierw do tej izby, w której istnieją większe szanse na szybkie przyjęcie. Najczęściej jednak wnosi się projekt jednocześnie do obu izb. Następnie projekt staje się obiektem prac komisji, które przekazują go najpierw do podkomisji, a następnie w drodze głosowania niejawnego całej komisji projekt kierowany jest pod głosowanie plenarne obu izb. Po zatwierdzeniu ustawa wędruje do prezydenta, który składa swój podpis. Jeżeli nie chce tego uczynić, Kongres może przełamać prezydenckie weto za pomocą większości 2/3 obu izb.
W Kongresie większość prac odbywa się w komisjach. Wyróżnia się komisje:
- stałe – zajmują się przygotowywaniem projektów ustaw do rozpatrzenia na forum izb; w komisjach tych zawsze przewodniczący i większość członków pochodzą z partii większościowej w parlamencie,
- specjalne – powołane ad hoc, do zbadania konkretnych spraw, w których członkowie są dobierani przez przewodniczącego,
- wspólne – powoływane, kiedy rozpatrywane zagadnienie wymaga wspólnej rezolucji izb, tworzone spośród członków obu izb parlamentu,
- uzgadniające – wyznaczone w celu doprowadzenia do ustalenia jednolitego tekstu ustawy przegłosowanej uprzednio w różnych wersjach przez obie izby Kongresu.

### Izba Reprezentantów

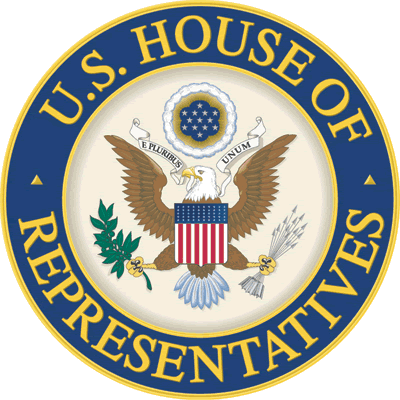
Pieczęć Izby Reprezentantów Stanów Zjednoczonych

Izba Reprezentantów (House of Representatives) składa się ze 435 członków wybieranych na kadencję trwającą 2 lata. Członkowie tej izby reprezentują grupy wyborców zamieszkujące okręgi wyborcze, na które podzielone są stany. Z reguły zasiadający w Izbie Reprezentantów są specjalistami zajmującymi się wąskimi dziedzinami.
Do Izby Reprezentantów kandydować może osoba, która ukończyła 25 lat, będąca obywatelem USA od co najmniej 7 lat i zamieszkująca w stanie, w którym znajduje się okręg wyborczy, z którego pragnie kandydować.
Posiedzeniom Izby Reprezentantów przewodniczy speaker, który jest także przewodniczącym większości partyjnej. Zajmuje się on podejmowaniem decyzji o przebiegu obrad i przekazuje ustawy właściwym komisjom. Reprezentuje także izbę na zewnątrz.

### Senat

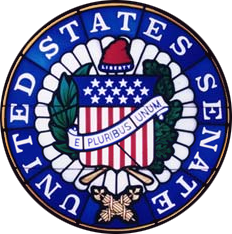
Pieczęć Senatu Stanów Zjednoczonych

Senat (Senate) złożony jest ze 100 członków, których kadencja wynosi 6 lat, z tym, że co 2 lata wymieniana jest 1/3 składu izby. Senatorowie reprezentują stany. Z reguły zasiadający w Senacie są osobami wyspecjalizowanymi w szerokich zagadnieniach.
Kandydować może osoba powyżej 30 lat, będąca obywatelem Stanów Zjednoczonych od minimum 9 lat, zamieszkująca w stanie, który ma reprezentować.
Posiedzeniom Senatu przewodniczy, według konstytucji, wiceprezydent, a podczas jego nieobecności prezydent pro tempore (senator partii mającej większość w Senacie, o najdłuższym stażu), a najczęściej senator o największym autorytecie, którego Senat wybierze.

### System partyjny
W Stanach Zjednoczonych jest system dwupartyjny, co oznacza, iż na tamtejszej scenie politycznej liczą się tylko dwie partie polityczne: Partia Demokratyczna i Partia Republikańska, inne ugrupowania nie odgrywają poważniejszej roli. Podobnie jak w Wielkiej Brytanii, rządy w kraju sprawuje tylko jedna, zwycięska partia. Dwupartyjność amerykańska różni się jednak znacznie od tej w brytyjskim wydaniu. Dyscyplina partyjna w USA jest wyjątkowo słaba, w praktyce często dochodzi do sytuacji, gdy w niektórych głosowaniach Demokraci ze stanów południowych przyłączają się do Republikanów. Powstaje w takich przypadkach tzw. konserwatywna koalicja. Dodatkowo czasem dochodzi do tego, iż z powodu różnych długości kadencji prezydenta i Kongresu, większość parlamentarna i głowa państwa są z różnych partii.
Obie partie są do siebie bardzo zbliżone pod względem programowym i organizacyjnym. Dzieje się tak z powodu stabilizacji sytuacji ekonomiczno-społecznej, poszczególne ugrupowania muszą odwoływać się do jak najszerszego elektoratu. Partie unikają więc zajmowania jednoznacznego, zdecydowanego stanowiska w wielu kwestiach.
Struktury partyjne „ożywiają” się przede wszystkim na czas wyborów prezydenckich. W razie wygranej, prezydent jest jednocześnie liderem partii mającej większość w Kongresie.

## Władza sądownicza
Sędziowie amerykańscy, według przepisów konstytucyjnych są niezawiśli i pełnią swe funkcje bezterminowo, nawet dożywotnio. Do usunięcia sędziego może dojść tylko w drodze impeachmentu.
Sądy tworzy Kongres, który określa ich właściwości i organizację, a także wynagrodzenie sędziów. Natomiast sędziów sądów federalnych mianuje prezydent, jeżeli stanowisko opróżni się w wyniku rezygnacji lub śmierci.
W Stanach Zjednoczonych obowiązuje system prawa precedensowego (common law). Sąd sam ustanawia normę prawną, w przypadku gdy brakuje podstaw w prawie pisanym do rozstrzygnięcia danej sprawy. Powstaje w ten sposób precedens, który staje się podstawą rozstrzygnięcia w przyszłości takich samych bądź bardzo podobnych spraw.
Sądownictwo federalne składa się z trzech szczebli:
- sądy dystryktowe – sądy najniższe w hierarchii, rozstrzygają sprawy cywilne i karne w I instancji, w składzie jednego sędziego zawodowego i ławy przysięgłych. Takich sądów jest 94.
- sądy apelacyjne – umiejscowione wyżej, sądy odwoławcze od wyroków sądów dystryktowych (II instancja); jest ich 13.
- Sąd Najwyższy – ostateczna instancja odwoławcza, dla niektórych spraw uprawnienia I instancji i ferowanie w tych kwestiach ostatecznych wyroków, np. w sporach pomiędzy federacją a stanem.

Z powyższego można wyciągnąć wniosek, iż władza sądownicza ma trzy funkcje: kreacyjną (za pomocą precedensów tworzy nowe prawo), interpretacyjną (interpretowanie aktów Kongresu i władzy wykonawczej), projektodawczą (wszystkie sądy powszechne mają prawo do badania konstytucji i legalności aktów prawnych).

## Podział terytorialny
USA, jako republika federalna, składają się z 50 stanów, w skład których wchodzi 48 stanów tzw. kontynentalnych oraz Alaska i Hawaje. Najstarsze stany to: Connecticut, Delaware, Georgia, Karolina Południowa, Karolina Północna, Maryland, Massachusetts, New Hampshire, New Jersey, Nowy Jork, Pensylwania, Rhode Island i Wirginia. To one utworzyły związek, który przekształcił się później w państwo o dzisiejszym kształcie.
Cztery spośród stanów noszą nazwę Związku (Commonwealth), są to: Kentucky, Massachusetts, Pensylwania i Wirginia. Jest to tylko nazwa oficjalna i stany te nie różnią się niczym od innych. Teksas i Kalifornia używają nazw Republika Teksasu i Republika Kalifornijska. Jest to pozostałość wydarzeń historycznych (Teksas był niepodległym państwem przez 9 lat, a Kalifornia – przez 25 miesięcy). Takie nazewnictwo również nie ma znaczenia praktycznego.
| Skrót pocztowy | Skrót angielski  | Stan                | Stolica        | Największe miasto | Flaga               |
| -------------- | ---------------- | ------------------- | -------------- | ----------------- | ------------------- |
| AL             | Ala.             | Alabama             | Montgomery     | Birmingham        | Alabama             |
| AK             | Alaska           | Alaska              | Juneau         | Anchorage         | Alaska              |
| AZ             | Ariz.            | Arizona             | Phoenix        | Phoenix           | Arizona             |
| AR             | Ark.             | Arkansas            | Little Rock    | Little Rock       | Arkansas            |
| CA             | Cal. lub Calif.  | Kalifornia          | Sacramento     | Los Angeles       | Kalifornia          |
| CO             | Colo.            | Kolorado            | Denver         | Denver            |                     |
| CT             | Conn.            | Connecticut         | Hartford       | Bridgeport        | Connecticut         |
| DE             | Del.             | Delaware            | Dover          | Wilmington        | Delaware            |
| FL             | Fla.             | Floryda             | Tallahassee    | Jacksonville      | Floryda             |
| GA             | Ga.              | Georgia             | Atlanta        | Atlanta           | Georgia             |
| HI             | Hawaii           | Hawaje              | Honolulu       | Honolulu          | Hawaje              |
| ID             | Id.              | Idaho               | Boise          | Boise             | Idaho               |
| IL             | Ill.             | Illinois            | Springfield    | Chicago           | Illinois            |
| IN             | Ind.             | Indiana             | Indianapolis   | Indianapolis      | Indiana             |
| IA             | Ia.              | Iowa                | Des Moines     | Des Moines        | Iowa                |
| KS             | Kan. lub Kans.   | Kansas              | Topeka         | Wichita           | Kansas              |
| KY             | Ky.              | Kentucky            | Frankfort      | Louisville        | Kentucky            |
| LA             | La.              | Luizjana            | Baton Rouge    | Nowy Orlean       | Luizjana            |
| ME             | Maine            | Maine               | Augusta        | Portland          | Maine               |
| MD             | Md.              | Maryland            | Annapolis      | Baltimore         | Maryland            |
| MA             | Mass.            | Massachusetts       | Boston         | Boston            | Massachusetts       |
| MI             | Mich.            | Michigan            | Lansing        | Detroit           | Michigan            |
| MN             | Minn.            | Minnesota           | Saint Paul     | Minneapolis       | Minnesota           |
| MS             | Miss.            | Missisipi           | Jackson        | Jackson           |                     |
| MO             | Mo.              | Missouri            | Jefferson City | Kansas City       |                     |
| MT             | Mont.            | Montana             | Helena         | Billings          | Montana             |
| NE             | Neb.             | Nebraska            | Lincoln        | Omaha             | Nebraska            |
| NV             | Nev.             | Nevada              | Carson City    | Las Vegas         | Nevada              |
| NH             | N.H.             | New Hampshire       | Concord        | Manchester        | New Hampshire       |
| NJ             | N.J.             | New Jersey          | Trenton        | Newark            | New Jersey          |
| NM             | N.M.             | Nowy Meksyk         | Santa Fe       | Albuquerque       | Nowy Meksyk         |
| NY             | N.Y.             | Nowy Jork           | Albany         | Nowy Jork         |                     |
| NC             | N.C.             | Karolina Północna   | Raleigh        | Charlotte         | Karolina Północna   |
| ND             | N.D. lub N.Dak.  | Dakota Północna     | Bismarck       | Fargo             | Dakota Północna     |
| OH             | O.               | Ohio                | Columbus       | Columbus          | Ohio                |
| OK             | Okla.            | Oklahoma            | Oklahoma City  | Oklahoma City     | Oklahoma            |
| OR             | Ore. lub Oreg.   | Oregon              | Salem          | Portland          | Oregon              |
| PA             | Penn. lub Penna. | Pensylwania         | Harrisburg     | Filadelfia        | Pensylwania         |
| RI             | R.I.             | Rhode Island        | Providence     | Providence        | Rhode Island        |
| SC             | S.C.             | Karolina Południowa | Columbia       | Columbia          | Karolina Południowa |
| SD             | S.D. lub S.Dak.  | Dakota Południowa   | Pierre         | Sioux Falls       | Dakota Południowa   |
| TN             | Tenn.            | Tennessee           | Nashville      | Memphis           | Tennessee           |
| TX             | Tex. lub Texas   | Teksas              | Austin         | Houston           | Teksas              |
| UT             | Utah             | Utah                | Salt Lake City | Salt Lake City    | Utah                |
| VT             | Vt.              | Vermont             | Montpelier     | Burlington        | Vermont             |
| VA             | Va.              | Wirginia            | Richmond       | Virginia Beach    | Wirginia            |
| WA             | Wash.            | Waszyngton          | Olympia        | Seattle           |                     |
| WV             | W.Va.            | Wirginia Zachodnia  | Charleston     | Charleston        | Wirginia Zachodnia  |
| WI             | Wis. lub Wisc.   | Wisconsin           | Madison        | Milwaukee         | Wisconsin           |
| WY             | Wyo.             | Wyoming             | Cheyenne       | Cheyenne          | Wyoming             |

Każdy ze stanów posiada własną legislatywę i gubernatora. Legislatywy stanowe we wszystkich stanach (z wyjątkiem Nebraski) są dwuizbowe (bikameralizm). Zarówno liczba członków legislatur, jak i ich liczba, są różne w poszczególnych stanach. Nazewnictwo najczęściej odpowiada parlamentowi federalnemu, stąd istnieją stanowe Izby Reprezentantów i Senaty.
Gubernator sprawuje funkcje władzy wykonawczej w danym stanie. Często także stoi na czele stanowej Gwardii Narodowej, posiada również prawo łaski. W większości stanów gubernator posiada prawo weta wobec aktów prawnych wydawanych przez legislatury stanowe (od referendum w 1996 roku nie ma weta gubernatorskiego w Karolinie Północnej). Weto może być przełamane przez legislatywę przez większość 2/3 lub 3/4 głosów (w Tennessee za pomocą większości absolutnej). We wszystkich stanach gubernator wybierany jest w wyborach bezpośrednich na 4-letnią kadencję, poza New Hampshire i Vermont, gdzie trwa ona 2 lata.
Każdy ze stanów podzielony jest na hrabstwa (counties). Wyjątkiem są dwa stany: Luizjana – parafie (parishes) i Alaska – okręgi (boroughs). Obecnie w Stanach Zjednoczonych jest 3141 hrabstw i równoważnych jednostek terytorialnych. Najmniej hrabstw liczy stan Delaware – 3, a najwięcej Teksas – 254. Zakres uprawnień lokalnych rad różni się w poszczególnych hrabstwach, w zależności od stanu. Niektóre hrabstwa podzielone są dodatkowo na okręgi miejskie (townships).